# Sanguan
Sanguan (kinesiska: 三管, 三管镇) är en köping i Kina. Den ligger i provinsen Shanxi, i den norra delen av landet, omkring 330 kilometer sydväst om provinshuvudstaden Taiyuan. Antalet invånare är 18 782. Befolkningen består av 9 287 kvinnor och 9 495 män. Barn under 15 år utgör 14,0 %, vuxna 15-64 år 75 %, och äldre över 65 år 9,0 %.
Genomsnittlig årsnederbörd är 632 millimeter. Den regnigaste månaden är juli, med i genomsnitt 153 mm nederbörd, och den torraste är januari, med 3 mm nederbörd.